# Chronicon Orientale

Le Chronicon Orientale (ce qui est le titre latin traditionnel en Occident) est une chronique universelle composée en arabe au XIIIe siècle, par un chrétien d'Égypte, et relatant l'histoire du monde depuis la Création jusqu'en 1260.
L'ouvrage se présente sous forme d'un tableau où les événements jugés importants sont mis en regard de la succession des dirigeants politiques et religieux. La chronologie repose sur l'Ancien Testament pour tout ce qui précède le Christ, sur la succession des empereurs romains et byzantins entre l'époque du Christ et celle de Mahomet, sur les dynasties musulmanes de Syrie et d'Égypte pour la suite, avec une histoire des califes jusqu'en 1260. Une section de l'ouvrage donne une brève histoire des patriarches coptes depuis saint Marc jusqu'à Athanase III (mort en 1261). 
Le Chronicon Orientale, connu en Occident depuis le XVIIe siècle, a généralement été attribué depuis lors à l'auteur copte contemporain Ibn al-Rāhib. Celui-ci est en fait l'auteur d'un ouvrage beaucoup plus long intitulé Kitāb al-Tawārīkh (le Livre des histoires), en cinquante-et-un chapitres. Le Chronicon Orientale n'est qu'un résumé des chapitres 48 (histoire du monde), 49 (histoire de l'islam) et 50 (histoire des patriarches coptes d'Alexandrie) de cet ouvrage.
Le Chronicon Orientale fut pour la première fois traduit en latin par Abraham Ecchellensis (Chronicon Orientale, nunc primum latinitate donatum…, Paris, 1651 ; Paris, 1685). Cette traduction fut révisée par Joseph-Simonius Assemani et publiée avec quatre dissertations dans le Corpus Scriptorum Historiæ Byzantinæ (vol. 17, Venise, 1729).

## Édition
- Louis Cheikho (éd.), Petrus ibn Rahib. Chronicon orientale, CSCO 45-46, Script. Arab. 1-2, 1903; Louvain, 1955.